# 아트 카니
아트 카니(Art Carney, 1918년 11월 4일 ~ 2003년 11월 9일)는 미국의 배우이다.

## 영화
- 하우스 콜 (1978년 영화)
- 강철의 사나이
- 썬번 (1979년 영화)
- 고잉 인 스타일
- 마지막 잎새
- 초능력 소녀의 분노
- 사라진 블루 욘더
- 라스트 액션 히어로